# Scialoadenite
Per scialoadenite in campo medico si intende un'infiammazione delle ghiandole salivari. L'infiammazione può essere secondaria ad un'infezione, causata da batteri. Le parti più colpite sono le ghiandole parotidi e le sottomandibolari.

## Sintomatologia
Come sintomi e segni clinici si mostrano febbre, dolore, brividi, fuoriuscita di pus.

## Eziologia
La causa è principalmente il batterio Staphylococcus aureus, ma raramente se ne riscontrano altri. La malattia può portare ad alcune sindromi, come quella di Sjögren .

## Esami
Per una corretta diagnosi si utilizzano 
- Tomografia computerizzata;
- Ecografia;
- Risonanza magnetica;
- Scialografia[2]
- Scintigrafia con pertecnetato

## Terapia
Il trattamento prevede la somministrazione di antibiotici quali la dicloxacillina (250 mg 4 volte al giorno), in alternativa cefalosporina o clindamicina.